# L'Enfant du passé
Pour le film muet de John M. Stahl, voir L'Enfant du passé (film, 1921).
Pour plus de détails, voir Fiche technique et Distribution.
L'Enfant du passé (Hjemsøkt) est un film d'horreur norvégien réalisé par Carl Christian Raabe, sorti en 2017.

## Synopsis
Après le décès de son père, en pleine période de Noël, Catherine hérite de sa vieille maison isolée en Norvège. Pourtant, elle souhaite vite la vendre pour s'éloigner des souvenirs de son enfance. Loin de son compagnon Marcus, elle se rend compte très vite que l'atmosphère est pesante dans la demeure et dans les alentours surtout lorsque les habitants de la région lui parlent de meurtres qui se sont déroulés dans les années 1950. . Une vieille femme lui raconte l'histoire de la petite disparition d'une petite fille de 7 ans, Marie, qui n'est d'autre que la sœur de sa propre mère dont elle ignorait l'existence. Après avoir entendu d'étranges bruits dans la maison, Catherine pense qu'elle est hantée et veut s'en débarrasser le plus rapidement possible. Mais, soudainement, elle rencontre une mystérieuse petite fille, Daisy, qui rôde autour de la bâtisse. Alors que Marcus s'inquiète du comportement troublant de sa fiancée, Catherine devient l'amie de l'enfant qui se révèle très vite être un fantôme... 

## Fiche technique
- Titre original : Hjemsøkt
- Titre français : L'Enfant du passé
- Réalisation : Carl Christian Raabe
- Scénario : Maja Lunde
- Montage : Jonas Aarø
- Musique : Raymond Enoksen
- Photographie : Philip Øgaard
- Production : Nicolai Moland
- Société de production : Woodworks Film Company
- Pays d'origine :  Norvège
- Langue originale : norvégien
- Format : couleur
- Genre : horreur
- Durée : 81 minutes
- Dates de sortie : 
  -  Norvège : 24 novembre 2017
  -  France : 25 octobre 2018 (VOD)

## Distribution
- Synnøve Macody Lund : Catherine
- Ebba Steenstrup Såheim : Daisy
- Ken Vedsegaard : Marcus
- Jorunn Kjellsby : Birgit
- Robert Skjærstad : l'agent immobilier
- Ola Otnes : le prêtre
- Cecilie Jørstad : la mère de Catherine
- Jan Alfred Sandven : l'expert
- Eduardo Garcia-Drageseth : le croque-mort
- Pål Espen Kilstad : l'avocat